# Братченко Борис Федорович
Борис Федорович Братченко (нар. 9 жовтня 1912, місто Армавір, тепер Краснодарського краю, Російська Федерація — 2 жовтня 2004, місто Москва) — радянський державний діяч, міністр вугільної промисловості СРСР, заступник голови Ради міністрів Казахської РСР — голова Державного планового комітету РМ Казахської РСР. Кандидат у члени ЦК КПРС у 1966—1971 роках. Член ЦК КПРС у 1971—1986 роках. Депутат Верховної Ради СРСР 6—11-го скликань. Герой Соціалістичної Праці (6.10.1982).

## Життєпис
Народився 26 вересня (9 жовтня) 1912 року в родині службовця. Батьки родом з України
У 1929 році після закінчення Армавірської середньої школи деякий час працював в ремісничій майстерні з виготовлення товарних та інших вивісок.
У 1930—1935 роках — студент Московського гірничого інституту, гірничий інженер-економіст. Був старостою групи, проходив виробничу практику на шахті імені ОДПУ в місті Новошахтинську Ростовської області.
У 1935—1936 роках — помічник начальника дільниці, начальник дільниці шахти «Капітальна» № 2 тресту «Кізелвугілля» Пермської області.
У 1936—1938 роках — інженер технічного відділу тресту, в 1938—1940 роках — помічник головного інженера шахти імені Жовтневої революції тресту «Шахтантрацит» комбінату «Ростоввугілля» Ростовської області.
Член ВКП(б) з 1940 року.
У 1940—1942 роках — головний інженер шахти імені Фрунзе тресту «Шахтантрацит» комбінату «Ростоввугілля» міста Шахти Ростовської області. У 1942 році — начальник шахти імені «Комсомольської Правди» тресту «Шахтантрацит». Під час війни займався евакуацією людей і устаткування в східні райони РРФСР, виводив з ладу шахти, щоб вони не дісталися фашистам. У 1942 році був евакуйований разом із родиною до Хакаської автономної області.
У 1942 році — старший районний інженер виробничого відділу Народного комісаріату вугільної промисловості СРСР у Москві. У 1942—1943 роках — помічник завідувача секретаріату групи вугільної промисловості Управління справами Ради Народних Комісарів СРСР.
У вересні 1943 — 1945 року — начальник шахти імені «Комсомольської Правди» тресту «Шахтантрацит» Ростовської області.
У 1945—1949 роках — головний інженер, в.о. керуючого тресту «Шахтантрацит» Ростовської області.
У листопаді 1949 — 1953 року — головний інженер комбінату «Карагандавугілля» Казахської РСР.
У 1953—1957 роках — заступник міністра вугільної промисловості СРСР.
29 травня — 21 листопада 1957 року — голова Ради народного господарства (раднаргоспу) Каменського економічного адміністративного району.
У листопаді 1957 — 1958 року — 1-й заступник голови Ради народного господарства (раднаргоспу) Ростовського економічного адміністративного району.
У 1958—1959 роках — начальник відділу вугільної, торф'яної і сланцевої промисловості Державного планового комітету Ради міністрів СРСР.
У 1959—1961 роках — голова Ради народного господарства (раднаргоспу) Карагандинського економічного адміністративного району Казахської РСР.
У 1961 — жовтні 1965 року — заступник голови Ради міністрів Казахської РСР — голова Державного планового комітету Ради міністрів Казахської РСР.
2 жовтня 1965 — 13 грудня 1985 року — міністр вугільної промисловості СРСР.
Указом Президії Верховної Ради СРСР від 6 жовтня 1982 року за великі заслуги перед радянською державою у розвитку вугільної промисловості та в зв'язку з сімдесятиріччя з дня народження Братченку Борису Федоровичу присвоєно звання Героя Соціалістичної Праці з врученням ордена Леніна і золотої медалі «Серп і Молот».
З грудня 1985 року — персональний пенсіонер союзного значення в Москві.
З 1992 року працював 1-м заступником головного редактора галузевого журналу «Уголь». З 1998 року був радником директора Державної установи з питань реорганізації та ліквідації нерентабельних шахт і розрізів.
З початку 1990-х років стояв біля витоків створення Академії гірничих наук Російської Федерації, був обраний її почесним президентом. Багато років очолював Раду ветеранів війни та праці «Шахтар».
Помер 2 жовтня 2004 року. Похований в Москві на Троєкуровському цвинтарі.

## Нагороди і звання
- Герой Соціалістичної Праці (6.10.1982)
- чотири ордени Леніна (1.01.1948; 29.06.1966; 25.08.1971; 6.10.1982)
- орден Жовтневої Революції (5.03.1976)
- орден Трудового Червоного Прапора (26.04.1957)
- орден Дружби (Чехословаччина) (1982)
- медаль «За трудову доблесть» (25.08.1951)
- медаль «За трудову відзнаку» (4.09.1948)
- медаль «За відбудову вугільних шахт Донбасу» (1948)
- медалі
- знак «Шахтарська слава» 1-го, 2-го і 3-го ступенів
- Сталінська премія ІІІ ст (1949) — за розробку і впровадження потужних врубових машин
- Почесний працівник вугільної промисловості Російської Федерації (1995)
- Почесний громадянин міста Нерюнгрі